# 윌리엄 올스턴
윌리엄 올스턴(William Payne Alston, 1921년 11월 29일 ~ 2009년 9월 13일)은 미국의 철학자이다. 그는 언어 철학, 인식론, 그리고 기독교 철학에서도 개혁주의 인식론 분야에 큰 영향을 끼쳤다. 시카고 대학에서 Ph.D.를 받고 미시간 대학교, 럿거스 대학교, 일리노이드 대학교, 그리고 시러큐스 대학교에서 가르쳤다. 미국 기독교철학회 회장을 역임하였다.

## 같이 보기
- 미국 철학